# Danaea cuspidata
Danaea cuspidata là một loài dương xỉ trong họ Marattiaceae. Loài này được Liebm. mô tả khoa học đầu tiên năm 1849.